# Corrhenes funesta
Corrhenes funesta är en skalbaggsart som först beskrevs av Francis Polkinghorne Pascoe 1859.  Corrhenes funesta ingår i släktet Corrhenes och familjen långhorningar. Inga underarter finns listade i Catalogue of Life.